# Robert Hooker
Robert Hooker, detto Robbie (6 marzo 1967), è un allenatore di calcio, ex calciatore ed ex giocatore di calcio a 5 australiano, di ruolo difensore.

## Carriera

### Calcio

#### Giocatore
Hooker tra il 1986 e il 2002 ha giocato per varie squadre della National Soccer League: Sydney City, Sydney Olympic, West Adelaide, Sydney United, Marconi Stallions, Canberra Cosmos e Football Kingz. Ha terminato la propria carriera nella New South Wales Premier League con l'APIA Leichhardt nel 2004.
Hooker con la Nazionale australiana Under-20 ha preso parte ai Mondiali di categoria nel 1985. Ha esordito nella Nazionale maggiore in partite ufficiali nel 1990 contro la Corea del Sud. Ha fatto parte della selezione che ha vinto la Coppa d'Oceania nel 1996 e di quella che ha concluso la Confederations Cup 1997 al secondo posto.

#### Allenatore
Dopo essersi ritirato dal calcio giocato, ha allenato alcune squadre femminili prima negli Stati Uniti e poi in Australia.

### Calcio a 5
Utilizzato nel ruolo di giocatore di movimento, ha come massimo riconoscimento in carriera la partecipazione con la Nazionale di calcio a 5 dell'Australia al FIFA Futsal World Championship 1989 dove la nazionale africana non ha superato il primo turno, affrontando Stati Uniti, Italia e Zimbabwe.

## Palmarès

### Club

#### Competizioni internazionali
- Oceania Cup Winners' Cup: 1

Sydney Olympic: 1987